# 赵雨森
赵雨森（1957年7月—），男，汉族，内蒙古阿荣旗人，中华人民共和国政治人物，曾任民盟中央常委、黑龙江省委主委，黑龙江省政协副主席，第十一届全国政协常务委员。

## 生平
2008年，当选第十一届全国政协常务委员，代表中国民主同盟，分入第六组。2018年1月，当选第十三届全国政协委员。
2023年1月14日，卸任黑龙江省政协副主席职务。